# Curaco de Vélez
Curaco de Vélez é uma comuna chilena, localizada no Arquipélago de Chiloé. A comuna pertence à Província de Chiloé, na Região de Los Lagos.
A comuna limita-se: a norte com a comuna de Dalcahue; a oeste com Castro; a sudeste com Quinchao.
Começou a ser povoada por espanhois por volta de 1600, recebendo posteriormente os colonos expulsos da cidade de Osorno pela insurreição dos indígenas em 1602.
Posteriormente, em 1626, chegaram os jesuítas. Foi fundada formalmente em 1660, e 1666 já era classificada como uma povoação mista, pela existência de espanhóis e índios, sendo as primeiras famílias espanholas os Álvarez, Oyarzún, Cárcamo, Uribe, Téllez e Vélez, sendo esta última a que deu nome ao local.
Sua economia baseia-se na agricultura: batata semente, hortaliças, trigo, cultivos aquícolas como ostras, abalones, e a pecuária principalmente bovinos e ovinos.